# Klaudyna Thévenet
Klaudyna Thévenet, właśc. fr. Claudine Thevenet, również Maria od św. Ignacego (ur. 30 marca 1774 w Lyonie, zm. 3 lutego 1837) – francuska zakonnica, współzałożycielka Zgromadzenia Najświętszych Serc Jezusa i Maryi (Congrégation des Religieuses de Jésus Marie), święta Kościoła katolickiego.
Urodziła się wielodzietnej rodzinie. Jej dwaj bracia zostali rozstrzelani w czasie rewolucji w styczniu 1794 roku.
Klaudyna, pod wpływem o. André Coindre (1787-1826), założyciela Instytutu Braci Najśw. Serc Jezusa i Maryi, założyła ze współtowarzyszkami Zgromadzenie Najświętszych Serc Jezusa i Maryi w Pierres-Plantées w La Croix-Rousse (dzis. dzielnica Lyonu), zostając jego przełożoną generalną i przyjmując imię: Maria od św. Ignacego. Zgromadzenie zostało zatwierdzone przez papieża Piusa IX 31 grudnia 1847 roku.
Zmarła 3 lutego 1837 roku mając 62 lata w opinii świętości.
6 lutego 1978 papież Paweł VI ogłosił dekret o heroiczności jej cnót. Została beatyfikowana w dniu 4 października 1981 roku, a kanonizowana w dniu 21 marca 1993 roku. Obu aktów dokonał Jan Paweł II.